# Dinarthrum naganum
Dinarthrum naganum är en nattsländeart som beskrevs av Martin E. Mosely 1939. Dinarthrum naganum ingår i släktet Dinarthrum och familjen kantrörsnattsländor. Inga underarter finns listade i Catalogue of Life.